# Daniel Steinwender
Daniel Steinwender (* 11. Mai 1998) ist ein österreichischer Fußballspieler.

## Karriere
Steinwender begann seine Karriere bei der SG Gitschtal. 2004 wechselte er zum SV Lebring. 2010 schloss er sich dem SV Wildon an. 2011 kam er in die Akademie des SK Sturm Graz.
Im Juni 2016 stand er gegen den ATSV Stadl-Paura erstmals im Kader der Amateure der Grazer. Im Jänner 2017 wurde er an den viertklassigen SV Wildon verliehen. Sein Debüt in der Landesliga gab er im März 2017, als er am 16. Spieltag der Saison 2016/17 gegen den USV Mettersdorf in der Startelf stand und in der 75. Minute durch Flamur Muleci ersetzt wurde. Seinen ersten Treffer für Wildon erzielte er im selben Monat bei einem 3:0-Sieg gegen den USV Gnas.
Nach seiner Rückkehr zu Sturm II absolvierte er schließlich im August 2017 sein erstes Spiel in der Regionalliga, als er am dritten Spieltag der Saison 2017/18 gegen den SC Kalsdorf in der 81. Minute für Oliver Bacher eingewechselt wurde. Seine ersten beiden Tore in der Regionalliga erzielte Steinwender im selben Monat bei einem 5:1-Sieg gegen die Amateure des Wolfsberger AC.
Zur Saison 2018/19 wechselte er zum Zweitligisten SK Austria Klagenfurt Sein Debüt in der 2. Liga gab er im Juli 2018, als er am ersten Spieltag jener Saison gegen den SC Austria Lustenau in der Startelf stand und in der 62. Minute durch Florian Jaritz ersetzt wurde. Nach 32 Zweitligaeinsätzen für Klagenfurt wechselte er im Jänner 2020 zum Ligakonkurrenten SC Austria Lustenau, bei dem er einen bis Juni 2021 laufenden Vertrag erhielt. Nach der Saison 2020/21 verließ er die Vorarlberger.
Nach einem halben Jahr ohne Klub wechselt Steinwender im Jänner 2022 zum viertklassigen SV Lebring, bei dem er bereits in seiner Jugend gespielt hatte.